# Calakmul
Calakmul (anche Kalakmul) è un sito archeologico maya situato nello Stato messicano del Campeche, vicino al confine con il Guatemala e circa 150 km ad ovest di Chetumal. Gli scavi condotti negli ultimi anni dall'archeologo Ramón Carrasco hanno portato questa gigantesca metropoli maya all'attenzione del mondo accademico. Il glifo emblema di Calakmul era già conosciuto da anni agli studiosi, ma non si sapeva a quale sito associarlo.
Calakmul, una delle più grandi e potenti città antiche mai scoperte nelle pianure Maya, amministrava un grande dominio contrassegnato dall'ampia distribuzione del loro glifo emblema del segno della testa di serpente, da leggere "Kaan". Era la sede di quello che è stato soprannominato il Regno del Serpente o Regno dei Serpenti. Questo Regno dei Serpenti ebbe vita durante la maggior parte del periodo classico. Si stima che la stessa Calakmul avesse una popolazione di 50.000 persone e avesse un governo, a volte, su luoghi lontani fino a 150 chilometri. Ci sono 6.750 strutture antiche identificate a Calakmul, la più grande delle quali è la grande piramide del sito. La Struttura 2 è alta oltre 45 metri, il che la rende una delle piramidi Maya più alte.
Quattro tombe sono state localizzate all'interno della piramide. Come molti templi o piramidi all'interno della Mesoamerica, la piramide di Calakmul aumentò di dimensioni costruendo sul tempio esistente per raggiungere le sue dimensioni attuali. La dimensione dell'architettura monumentale centrale è di circa 2 chilometri quadrati e l'intero sito, per lo più coperto da dense strutture residenziali, è di circa 20 chilometri quadrati. Per tutto il periodo classico, Calakmul mantenne un'intensa rivalità con la principale città di Tikal a sud, e le manovre politiche di queste due città sono state paragonate a una lotta tra due superpotenze Maya.
Riscoperto dal biologo Cyrus L. Lundell della Mexican Exploitation Chicle Company il 29 dicembre 1931, il ritrovamento fu segnalato a Sylvanus G. Morley del Carnegie Institute di Chichen Itza nel marzo 1932.

## Etimologia
Calakmul è un nome moderno; secondo Cyrus L. Lundell, che ha dato il nome al sito, in Maya, ca significa "due", lak significa "adiacente" e mul significa qualsiasi tumulo o piramide artificiale, quindi Calakmul è la "Città delle due piramidi adiacenti". Nell'antichità il nucleo della città era conosciuto come Ox Te' Tuun, che significa "Luogo delle Tre Pietre". Un altro nome associato al sito, e forse a un'area più ampia intorno ad esso, è Chiik Naab'. I signori di Calakmul si identificavano come k'uhul kaanal ajaw, Signori Divini del Serpente, ma il collegamento del titolo con il sito reale è ambiguo.

## Ubicazione

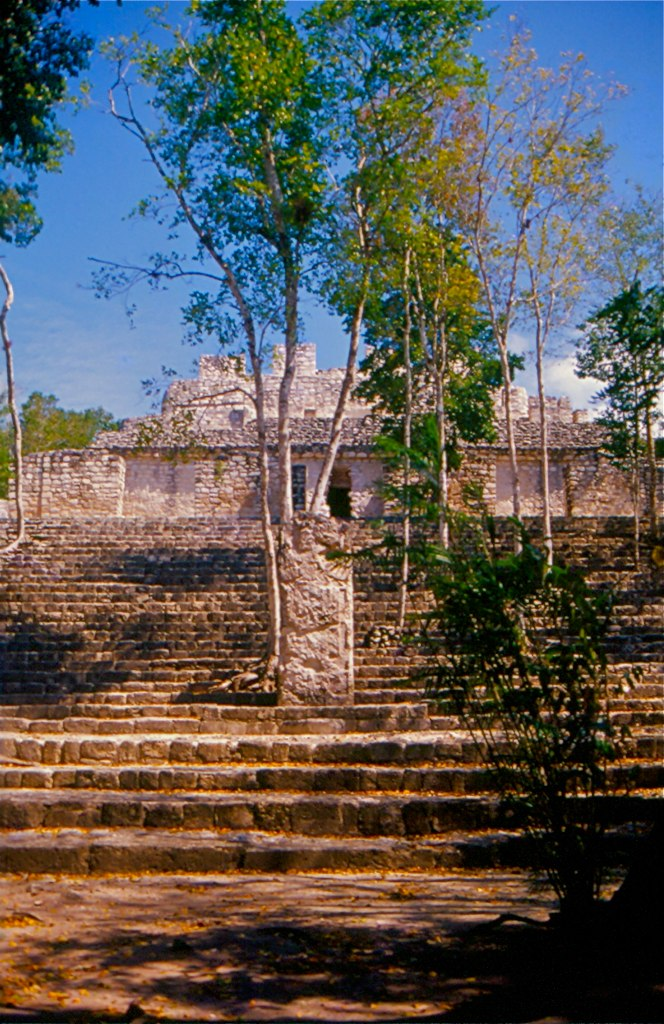
La Stele 88 di Calakmul si trova sulla scalinata della Struttura 13

Le rovine di El Tintal si trovano a 68 chilometri a sud-ovest di Calakmul ed erano collegate sia a El Mirador che a Calakmul stesso da una strada rialzata. Calakmul si trovava a circa 20 chilometri a sud dell'attuale città di Oxpemul e a circa 25 chilometri a sud-ovest di La Muñeca. La città si trova su un'altura a circa 35 metri sopra una grande palude stagionale situata a ovest e conosciuta come El Laberinto bajo (una parola spagnola usata nella regione per indicare un'area bassa di palude stagionale). Questa palude misura circa 34 per 8 chilometri ed era un'importante fonte d'acqua durante la stagione delle piogge. Il bajo era collegato a un sofisticato sistema di controllo dell'acqua che comprendeva caratteristiche naturali e artificiali come canaloni e canali che circondavano un'area di 22 chilometri quadrati intorno al nucleo del sito, un'area considerata come Inner Calakmul. La posizione di Calakmul ai margini di un bajo offriva due ulteriori vantaggi: i terreni fertili lungo il bordo della palude e l'accesso ad abbondanti noduli di selce. La città è situata su un promontorio formato da una cupola calcarea naturale alta 35 metri che si erge sopra le pianure circostanti. Questa cupola è stata livellata artificialmente dai Maya. Durante il periodo preclassico e classico l'insediamento si concentrò lungo il bordo del bajo di El Laberinto, durante il periodo classico furono costruite anche strutture su alture e piccole isole nella palude dove si lavorava la selce.
All'inizio del XXI secolo l'area intorno a Calakmul era ancora coperta da una fitta foresta. Durante il I millennio d.C. l'area ricevette piogge moderate e regolari, anche se c'è meno acqua superficiale disponibile rispetto al più sud del Guatemala. Calakumul si trova ora all'interno della Riserva della Biosfera di Calakmul di 7.300 km2. L'area conservata all'interno della Riserva è stata concettualizzata dal Centro de Investigaciones Historicas y Sociales de Universidad Autónoma de Campeche (CIHS/UAC).

## Le origini di Calakmul
Fino a pochi anni fa tutto sembrava chiaro riguardo alla storia di Calakmul ed alla sua dinastia. Finalmente si era confermata l'associazione al sito del glifo dalla testa di serpente letto "kan" in maya ch'olti classico. La scoperta a Dzinbanché di una scalinata con prigionieri scolpiti in rilievo ed iscrizioni celebrative di vittorie militari hanno però messo in dubbio molte certezze. Sembra ora chiaro che Calakmul non fu sempre governata dalla dinastia del glifo dalla testa di serpente, ma che essa fu la sede dinastica solo nel periodo che va dal 636 d.C. al 736 d.C.

## L'epoca d'oro di Calakmul
Fu il più potente sovrano che le terre maya videro, Yuhknoom Ch'een II, a portare la sua corte a Calakmul. Questo re è l'individuo più citato nelle iscrizioni maya di città straniere. Molti erano i re che gli dovevano pagare tributo e pochi erano quelli che sfuggivano al suo controllo. L'unica città che si tentava di mantenere indipendente era Tikal, nell'odierno Guatemala. Ma alla fine persino Tikal fu sconfitta in una guerra condotta dal re di Dos Pilas B'ahlaj Chan K'awiil. Quest'ultimo era in realtà null'altro che la longa manus del sovrano di Calakmul. Per un paio di anni Calakmul controllò un fragile impero maya, che finì al più tardi nel 695 d.C. quando un nuovo re di Tikal vinse una battaglia importantissima contro Calakmul. A quell'epoca a Calakmul regnava già Yuhknoom Yich'aak K'ah'k, l'erede di Yuhknoom Ch'een II.

## Lista dei regnanti
La lista dei regnanti di Calakmul è da separare dalla lista dei re del Glifo Emblema della testa di serpente. Qui sono elencati solo i sovrani che hanno effettivamente regnato a Calakmul.
- Yuhknoom Ch'een II (636 d.C. - 686 d.C.)
- Yuhknoom Yich'aak K'ahk' (686 d.C. - circa 695 d.C.)
- "Terra Spaccata" (ca.695 d.C.)
- Yuhknoom Took' K'awiil (ca.702 d.C. - circa 731 d.C.)
- Wamaaw K'awiil (ca.736 d.C.)
- Ruler Y (ca.741 d.C.)
- Ruler Z (ca.751 d.C.)
- 9 B'olon K'awiil (ca.771 d.C. - circa 78 d.C.)
- Chan Pet (ca.849 d.C.)
- Aj Took' (ca.909 d.C.)